# ایران در المپیک تابستانی ۱۹۴۸
ایران در بازی‌های المپیک تابستانی ۱۹۴۸ برای نخستین بار به‌طور رسمی در بازی‌های المپیک تابستانی در شهر لندن شرکت کرد. کاروان ایران در این بازی‌ها متشکل از ۳۶ ورزشکار بود که در ۵ رشته ورزشی به رقابت می‌پرداختند.
نخستین مدال تاریخ ایران در بازی‌های المپیک در این رقابت‌ها توسط جعفر سلماسی در رشتهٔ وزنه‌برداری کسب شد. جعفر سلماسی در دسته ۶۰ کیلوگرم مردان توانست مدال برنز رقابت‌ها را تصاحب کند.

## رشته‌ها و تعداد شرکت‌کنندگان
| ورزش       | مردان | زنان | مجموع |
| ---------- | ----- | ---- | ----- |
| بسکتبال    | ۱۳    |      | ۱۳    |
| بوکس       | ۸     |      | ۸     |
| تیراندازی  | ۳     |      | ۳     |
| وزنه‌برداری | ۵     |      | ۵     |
| کشتی       | ۷     |      | ۷     |
| مجموع      | ۳۶    | ۰    | ۳۶    |

## مدال‌ها

### جدول مدال‌ها
| رشته       | طلا | نقره | برنز | مجموع |
| ---------- | --- | ---- | ---- | ----- |
| وزنه‌برداری |     |      | ۱    | ۱     |
| مجموع      |     |      | ۱    | ۱     |

### مدال‌آوران
| مدال | نام         | رشته       | مسابقه           |
| ---- | ----------- | ---------- | ---------------- |
| برنز | جعفر سلماسی | وزنه‌برداری | ۶۰ کیلوگرم مردان |

## نتایج با رویداد

### بسکتبال

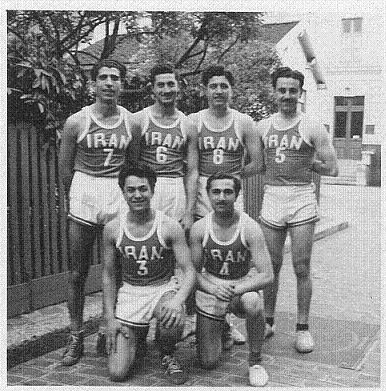
تیم بسکتبال ایران در المپیک ۱۹۴۸ لندن

مردان
| بازیکنان | دور مقدماتی                 | دور مقدماتی | یک چهارم نهایی                            | نیمه نهایی                                   | نهایی                                   | رتبه بندی |
| بازیکنان | گروه D                      | رتبه بندی   | یک چهارم نهایی                            | نیمه نهایی                                   | نهایی                                   | رتبه بندی |
| --- | --------------------------- | ----------- | ----------------------------------------- | -------------------------------------------- | --------------------------------------- | --------- |
| کاظم اشتری حسین جبارزادگان هوشنگ رفعتی ابوالفضل صلبی اصغر احساسی حسین کاراندیش فریدون صادقی حسین سرودی فریدون اسفندیاری فرهنگ مهتدی ضیاءالدین شادمان حسین سرودی حسین هاشمی مربی: کاظم رهبری | فرانسه · بازنده ۳۰–۶۲       | ۴           | رقابت جایگاه ۹-۱۶ · کانادا · بازنده ۲۵–۸۱ | رابت جایگاه ۱۳-۱۶ · مجارستان · برنده ۲–۰، WO | رقابت جایگاه ۱۳-۱۴ · کوبا · بازنده۳۶–۷۰ | ۱۴        |
| کاظم اشتری حسین جبارزادگان هوشنگ رفعتی ابوالفضل صلبی اصغر احساسی حسین کاراندیش فریدون صادقی حسین سرودی فریدون اسفندیاری فرهنگ مهتدی ضیاءالدین شادمان حسین سرودی حسین هاشمی مربی: کاظم رهبری | جمهوری ایرلند · برنده ۴۹–۲۲ | ۴           | رقابت جایگاه ۹-۱۶ · کانادا · بازنده ۲۵–۸۱ | رابت جایگاه ۱۳-۱۶ · مجارستان · برنده ۲–۰، WO | رقابت جایگاه ۱۳-۱۴ · کوبا · بازنده۳۶–۷۰ | ۱۴        |
| کاظم اشتری حسین جبارزادگان هوشنگ رفعتی ابوالفضل صلبی اصغر احساسی حسین کاراندیش فریدون صادقی حسین سرودی فریدون اسفندیاری فرهنگ مهتدی ضیاءالدین شادمان حسین سرودی حسین هاشمی مربی: کاظم رهبری | مکزیک · بازنده ۲۷–۶۸        | ۴           | رقابت جایگاه ۹-۱۶ · کانادا · بازنده ۲۵–۸۱ | رابت جایگاه ۱۳-۱۶ · مجارستان · برنده ۲–۰، WO | رقابت جایگاه ۱۳-۱۴ · کوبا · بازنده۳۶–۷۰ | ۱۴        |
| کاظم اشتری حسین جبارزادگان هوشنگ رفعتی ابوالفضل صلبی اصغر احساسی حسین کاراندیش فریدون صادقی حسین سرودی فریدون اسفندیاری فرهنگ مهتدی ضیاءالدین شادمان حسین سرودی حسین هاشمی مربی: کاظم رهبری | کوبا · بازنده ۳۰–۶۳         | ۴           | رقابت جایگاه ۹-۱۶ · کانادا · بازنده ۲۵–۸۱ | رابت جایگاه ۱۳-۱۶ · مجارستان · برنده ۲–۰، WO | رقابت جایگاه ۱۳-۱۴ · کوبا · بازنده۳۶–۷۰ | ۱۴        |

### مشت‌زنی
مردان
| ورزشکار         | رویداد      | دور ۱                            | دور ۲                           | یک‌چهارم نهایی | نیمه نهایی | نهایی      | رتبه بندی |
| --------------- | ----------- | -------------------------------- | ------------------------------- | ------------- | ---------- | ---------- | --------- |
| قاسم رسائلی     | ۵۱ کیلوگرم  | کرمن (NED) · بازنده با امتیاز    | راه نیافت.                      | راه نیافت.    | راه نیافت. | راه نیافت. | ۱۷        |
| امانوئل آغاسی   | ۵۴ کیلوگرم  | ویسنت (ESP) · بازنده با امتیاز   | راه نیافت.                      | راه نیافت.    | راه نیافت. | راه نیافت. | ۱۷        |
| جمشید فانی      | ۵۸ کیلوگرم  | ساووی (CAN) · بازنده دیسکالیفه   | راه نیافت.                      | راه نیافت.    | راه نیافت. | راه نیافت. | ۱۷        |
| مسعود رحیمی‌ها   | ۶۲ کیلوگرم  | لوپز (ARG) · بازنده با امتیاز    | راه نیافت.                      | راه نیافت.    | راه نیافت. | راه نیافت. | ۱۷        |
| ژرژ عیسی‌بیک     | ۶۷ کیلوگرم  | دوتاویو (ITA) · بازنده با امتیاز | راه نیافت.                      | راه نیافت.    | راه نیافت. | راه نیافت. | ۱۷        |
| حسین طوسی       | ۷۳ کیلوگرم  | کارلسن (SWE) · برنده با امتیاز   | مک‌کئون (IRL) · بازنده با امتیاز | راه نیافت.    | راه نیافت. | راه نیافت. | ۹         |
| اسکندر شورا     | ۸۰ کیلوگرم  | استراحت                          | دی‌سگنی (ITA) · بازنده باامتیاز  | راه نیافت.    | راه نیافت. | راه نیافت. | ۹         |
| محمد جمشیدآبادی | +۸۰ کیلوگرم | استراحت                          | نیلسون (SWE) · بازنده دیسکالیفه | راه نیافت.    | راه نیافت. | راه نیافت. | ۹         |

### تیراندازی
Open
| ورزشکار        | رویداد                | امتیاز | رتبه‌بندی |
| -------------- | --------------------- | ------ | -------- |
| فرهنگ خسروپناه | ۵۰ متر تفنگ درازکش    | ۵۴۵    | ۶۹       |
| فرهنگ خسروپناه | ۳۰۰ متر تفنگ سه حالته | ۴۷۲    | ۳۶       |
| صمد ملازال     | ۵۰ متر تفنگ درازکش    | ۵۱۱    | ۷۱       |
| صمد ملازال     | ۳۰۰ متر تفنگ سه حالته | ۶۶۰    | ۳۴       |
| محمود سخایی    | ۵۰ متر تفنگ درازکش    | ۵۵۲    | ۶۷       |
| محمود سخایی    | ۳۰۰ متر تفنگ سه حالته | ۵۸۷    | ۳۵       |

### وزنه‌برداری
مردان
| ورزشکار       | رویداد       | پرس      | یک‌ضرب | دوضرب    | مجموع | رتبه‌بندی |
| ------------- | ------------ | -------- | ----- | -------- | ----- | -------- |
| محمود نامجو   | ۵۶ کیلوگرم   | ۸۲٫۵     | ۸۲٫۵  | ۱۲۲٫۵ OR | ۲۸۷٫۵ | ۵        |
| جعفر سلماسی   | ۶۰کیلوگرم    | ۱۰۰٫۰ OR | ۹۷٫۵  | ۱۱۵٫۰    | ۳۱۲٫۵ | 3        |
| اسدالله میهنی | ۶۷٫۵ کیلوگرم | ۸۵٫۰     | ۹۲٫۵  | ۱۱۷٫۵    | ۲۹۵٫۰ | ۱۹       |
| ناصر میرقوامی | ۷۵ کیلوگرم   | ۱۰۲٫۵    | ۹۵٫۰  | ۱۳۰٫۰    | ۳۲۷٫۵ | ۱۳       |
| رسول رئیسی    | ۸۲٫۵ کیلوگرم | ۱۱۰٫۰    | ۱۱۰٫۰ | ۱۳۵٫۵    | ۳۵۵٫۰ | ۸        |

### کشتی
آزاد مردان
| ورزشکار         | رویداد      | دور ۱                          | دور ۲                        | دور ۳                         | دور ۴                      | دور ۵      | دور ۶      | دور ۷/۸    | رتبه‌بندی |
| --------------- | ----------- | ------------------------------ | ---------------------------- | ----------------------------- | -------------------------- | ---------- | ---------- | ---------- | -------- |
| منصور رئیسی     | ۵۲ کیلوگرم  | جرنیگان (USA) · بازنده ۰–۳     | هریس (AUS) · برنده ضربه فنی  | جادهاو (IND) · برنده ضربه فنی | بالامیر (TUR) · بازنده ۰–۳ | راه نیافت. |            |            | ۴        |
| حسن سعدیان      | ۶۲ کیلوگرم  | بیلگه (TUR) · بازنده ضربه فنی  | مور (USA) · برنده ۲–۱        | توث (HUN) · بازنده ۰–۳        | راه نیافت.                 | راه نیافت. | راه نیافت. | راه نیافت. | ۱۱       |
| علی غفاری       | ۶۷ کیلوگرم  | رایس (RSA) · بازنده ۰–۳        | کیم (KOR) · برنده ضربه فنی   | کول (USA) · بازنده ضربه فنی   | راه نیافت.                 | راه نیافت. | راه نیافت. |            | ۱۱       |
| عباس زندی       | ۷۳ کیلوگرم  | استرادا (MEX) · برنده ضربه فنی | دوغو (TUR) · بازنده ضربه فنی | لکلرس (FRA) · بازنده ۰–۳      | راه نیافت.                 | راه نیافت. | راه نیافت. | راه نیافت. | 7        |
| عباس حریری      | ۷۹ کیلوگرم  | برند (USA) · بازنده ۱–۲        | حاضر نشد.                    | راه نیافت.                    | راه نیافت.                 | راه نیافت. |            |            | ۱۶       |
| منصور میرقوامی  | ۸۷ کیلوگرم  | مورتون (RSA) · بازنده ۰–۳      | تارانیی (HUN) · بازنده ۰–۳   | راه نیافت.                    | راه نیافت.                 | راه نیافت. | راه نیافت. | راه نیافت. | ۱۲       |
| ابوالقاسم سخدری | +۸۷ کیلوگرم | استراحت                        | هوتون (USA) · بازنده ۱–۲     | آنتونسان (SWE) · L ضربه فنی   | راه نیافت.                 | راه نیافت. |            |            | ۵        |